# Hostie
Hostie é um município da Eslováquia, situado no distrito de Zlaté Moravce, na região de Nitra. Tem 28,17 km² de área e sua população em 2018 foi estimada em 1.222 habitantes.

## Demografia
| Ano:        | 1994 | 2004   | 2014   | 2024   |
| ----------- | ---- | ------ | ------ | ------ |
| Broj ljudi: | 1217 | 1222   | 1214   | 1186   |
| Razlika:    |      | +0,41% | -0,65% | -2,30% |

| Ano:               | 2023 | 2024   |
| ------------------ | ---- | ------ |
| Número de pessoas: | 1192 | 1186   |
| Diferença:         |      | -0,50% |